# Jhabrera
Jhabrera è una suddivisione dell'India, classificata come nagar panchayat, di 9.378 abitanti, situata nel distretto di Haridwar, nello stato federato dell'Uttarakhand. In base al numero di abitanti la città rientra nella classe V (da 5.000 a 9.999 persone).

## Geografia fisica
La città è situata a 29° 48' 30 N e 77° 45' 55 E.

## Società

### Evoluzione demografica
Al censimento del 2001 la popolazione di Jhabrera assommava a 9.378 persone, delle quali 5.007 maschi e 4.371 femmine. I bambini di età inferiore o uguale ai sei anni assommavano a 1.667, dei quali 936 maschi e 731 femmine. Infine, coloro che erano in grado di saper almeno leggere e scrivere erano 5.331, dei quali 3.241 maschi e 2.090 femmine.